# Ada aurantiaca
Brassia aurantiaca là một loài lan đặc trưng trong chi của nó. Chúng sống trong tự nhiên ở Colombia, Ecuador và Venezuela.
 Tư liệu liên quan tới Ada aurantiaca tại Wikimedia Commons

## Hình ảnh

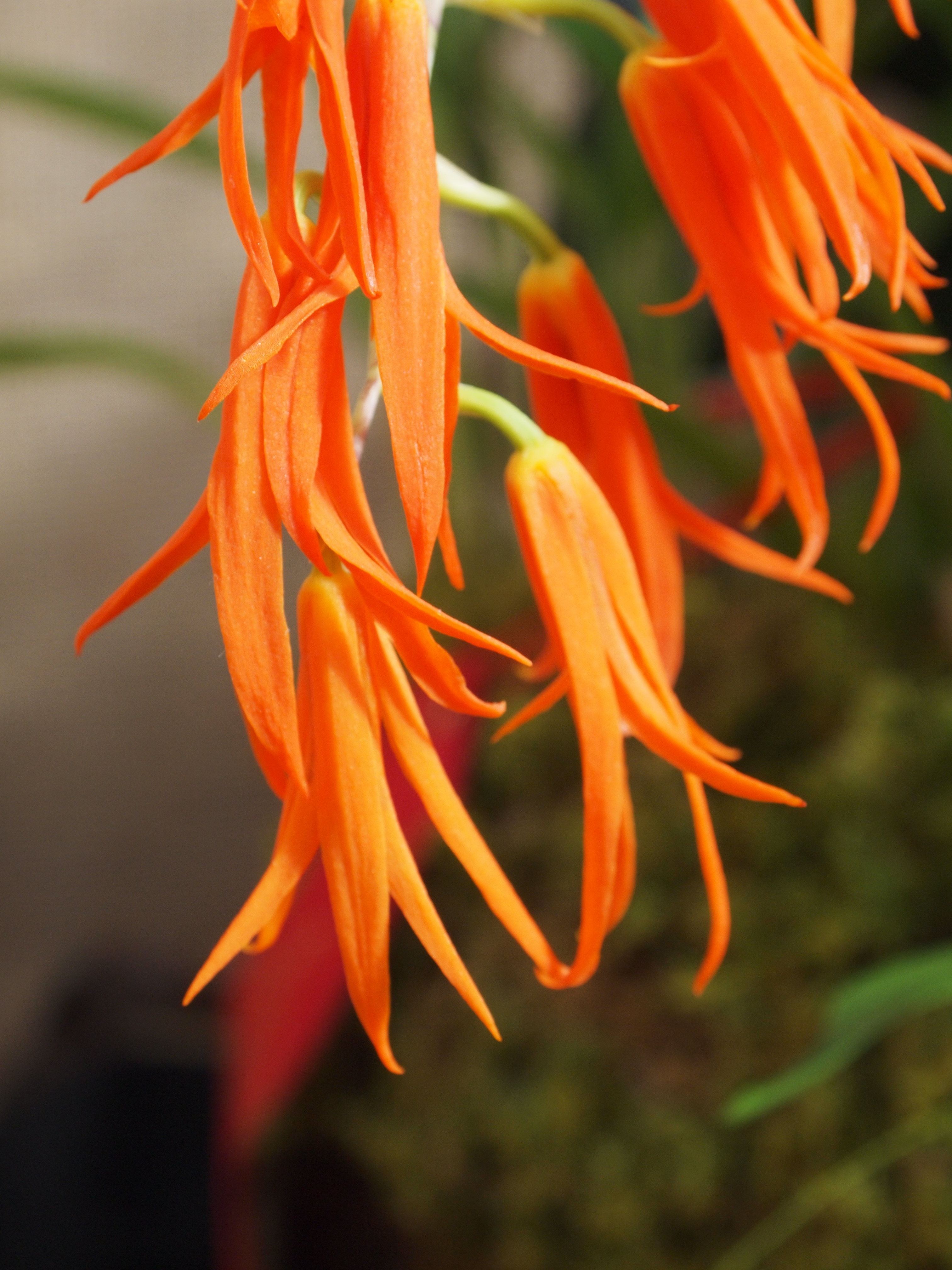